# Македония (1943)
Вижте пояснителната страница за други значения на Македония.
„Македония“ с подзаглавие Художествено научнопопулярно списание е българско илюстровано месечно списание, излизало в 1943 година в Скопие.
След анексираната от България на Вардарска Македония през април 1941 година, Скопие става български областен град. Списанието е печатано в печатница „Българско дело“. Излизат два броя през януари и февруари. Списанието публикува статии за историята и настоящето на Македония, разкази и репортажи. Стои на националистически позиции.